# Comisia Europeană

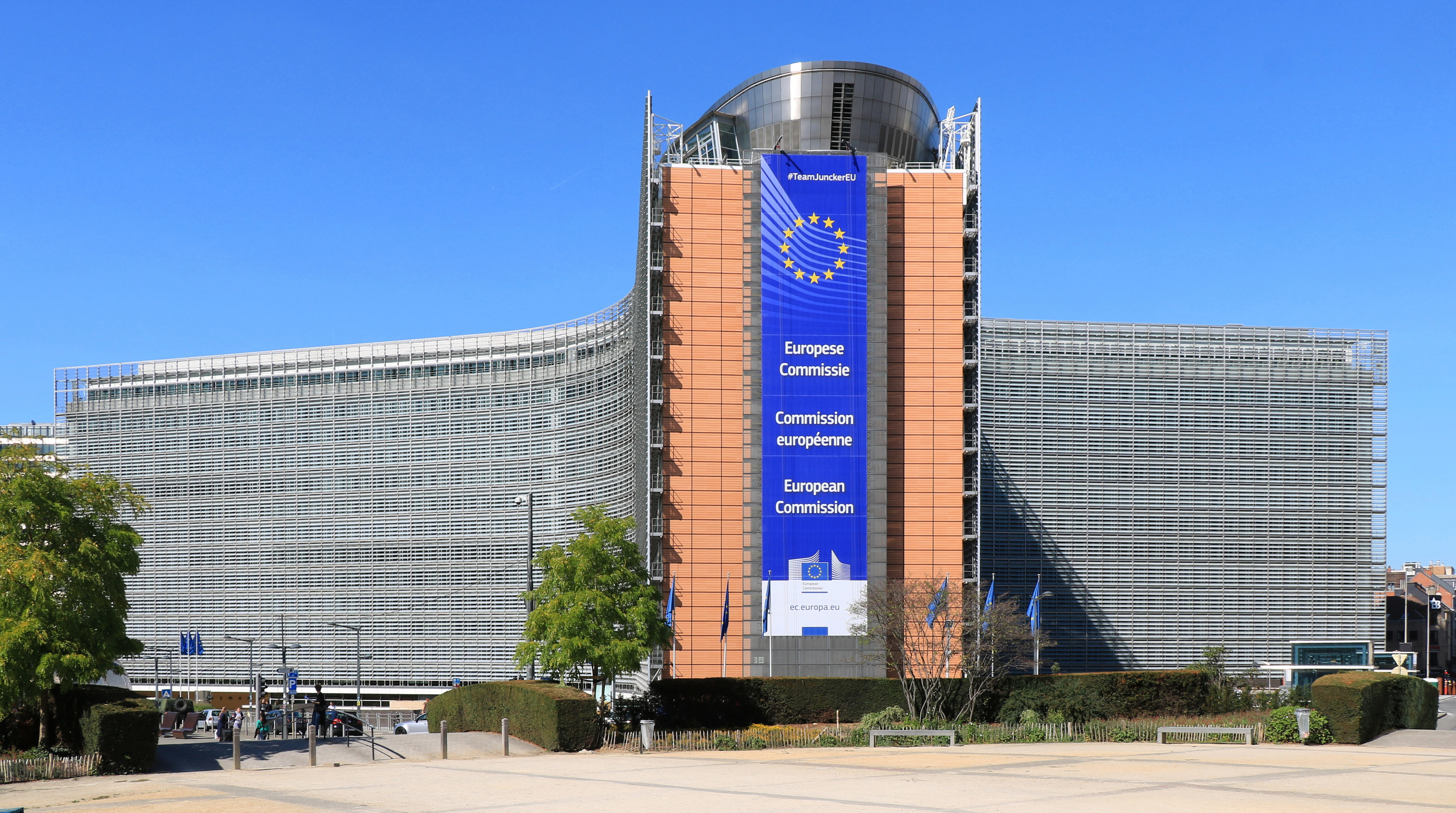
Clădirea Berlaymont

Comisia Europeană  (EC) este o instituție a Uniunii Europene, responsabilă cu întocmirea propunerilor legislative, punerea în aplicare a deciziilor, respectarea tratatelor UE și de gestionarea activității curente a UE. Comisarii depun un jurământ la Curtea Europeană de Justiție din orașul Luxemburg, făgăduind să respecte tratatele și să fie complet independenți în îndeplinirea îndatoririlor lor în timpul mandatului.
Comisia funcționează ca un cabinet de guvernământ, format din 27 de membri (informali cunoscuți sub denumirea de "comisari"). Fiecare stat membru al Uniunii Europene are un membru în Comisie, iar aceștia au obligația de a reprezenta interesele comune ale UE și nu interesele naționale ale statului din care face parte. Unul dintre cei 27 este președintele Comisiei, care este propus de Consiliul European și ales de 
Parlamentul European. Consiliul Uniunii Europene nominalizează apoi ceilalți 27 de membri ai Comisiei, de comun acord cu președintele nominalizat, iar ulterior cei 27 de membri ca un singur corp sunt supuși votului de investitură a Parlamentului European. Actuala Comisie este Comisia von der Leyen, care a preluat funcția la 1 decembrie 2019.
Termenul de „Comisie” este folosit fie pentru a-i desemna pe cei 27 de membri ai Colegiului Comisarilor fie pentru a desemna inclusiv organismele administrative formate din 32.000 de funcționari publici europeni care sunt împărțiți în departamente numite Directorate-Generale și Servicii. Limbile procedurale (de lucru) ale Comisiei sunt: engleza, franceza și germana. Membrii Comisiei și "cabinetele" lor (echipele de lucru) au sediul în clădirea Berlaymont din Bruxelles. 

## Istoria
Comisia Europeană derivă din una din cele 5 instituții create în sistemul supranațional al Comunităților Europene, urmând propunerea lui Robert Schuman (ministrul de externe al Franței) din 9 mai 1950. Funcționând din 1951 ca Înalta Autoritate în Comunitatea Europeană a Cărbunelui și Oțelului, comisia a suferit numeroase schimbări în privința competențelor și a componenței, sub diferiți președinți, implicând cele trei comunități.

### Înființarea
Prima Comisie a fost înființată în 1951 drept Înalta Autoritate și era formată din nouă membri sub președinția lui Jean Monnet. Înalta Autoritate a fost un organ executiv supranațional a Comunității Europene a Cărbunelui și Oțelului (CECO). A intrat în funcțiune pentru prima dată în 10 august 1952 în Luxembourg. În 1958 Tratatul de la Roma a instituit două noi comunități alături de CECO, Comunitatea Economică Europeana (CEE) și Comunitatea Europeană a Energiei Atomice (EuroAtom). Totuși organele administative ale acestor comunități erau denumite „Comisii” și nu „Înaltă Autoritate”. Motivul schimbării denumirii a fost noua relație dintre executiv și Consiliu. Unele state precum Franța si-a exprimat rezervarea față de puterile pe care le are Înalta Autoritate și ar fi dorit limitarea sau transferul lor către Consiliu.
Louis Armand a condus prima Comisie a EuroAtom. Walter Hallstein a condus prima Comisie a Comunității Economice Europene (CEE) care s-a întâlnit pentru prima dată pe 16 ianuarie 1958 la Castelul Val-Duchesse din Bruxelles. Acesta a obținut un acord privind prețul cerealelor și a făcut de asemenea o bună impresie țărilor terțe atunci când si-a făcut debutul internațional la negocierile comerciale privind acordul general privind tarifele și comerțul. Hallstein a consolidat legislația europeană și a început să aibă un impact important în legislația națională.

### Dezvoltarea inițială
Cele trei organisme, denumite colectiv Executivele Europene, au co-existat până la 1 iulie 1967 când Tratatul de fuziune le-a combinat într-o singură administrație sub președinția lui Jean Rey. Datorită fuziunii, Comisia Rey a crescut temporar la un număr de 14 membri, deși toate Comisiile viitoare au fost reduse din nou la nouă membri, urmând formula ca fiecare stat membru de dimensiuni reduse să dețină un comisar iar statele mari câte doi comisari. Comisia Rey a finalizat uniunea vamală a Comunităților în 1968 și a militat pentru un Parlament European mai puternic și ales direct de cetățenii comunității. În ciuda faptului că Rey a fost primul președinte al Comisiei unificate, Hallstein este considerat primul președinte al Comisiei moderne.
Comisiile Malfatti și Mansholt au urmat lucrul pentru crearea unei cooperări monetare și prima extindere către nord în 1973. O dată cu extinderea, Comisia a crescut la 13 membri sub Comisia Orteli (Regatul Unit a primit 2 locuri de comisar din cauza faptului că este un stat mare), care s-a confruntat cu instabilitatea internationala si economică din acea perioadă. Reprezentarea externă a Comunității a făcut un pas înainte cânt Președintele Roy Jenkins, ales președinte în ianuarie 1977 după ce ocupase funcția de Secretar al Afacerilor Interne al Guvernului laburist al Regatului Unit, devenind primul președinte care participă la summitul G8 din partea Comunității. Asemenea Comisiei Jenkins, Comisia Gaston Torn a supravegheat extinderea Comunității spre sud, în timp ce lucra la Actul Unic European.

## Puteri și atribuții

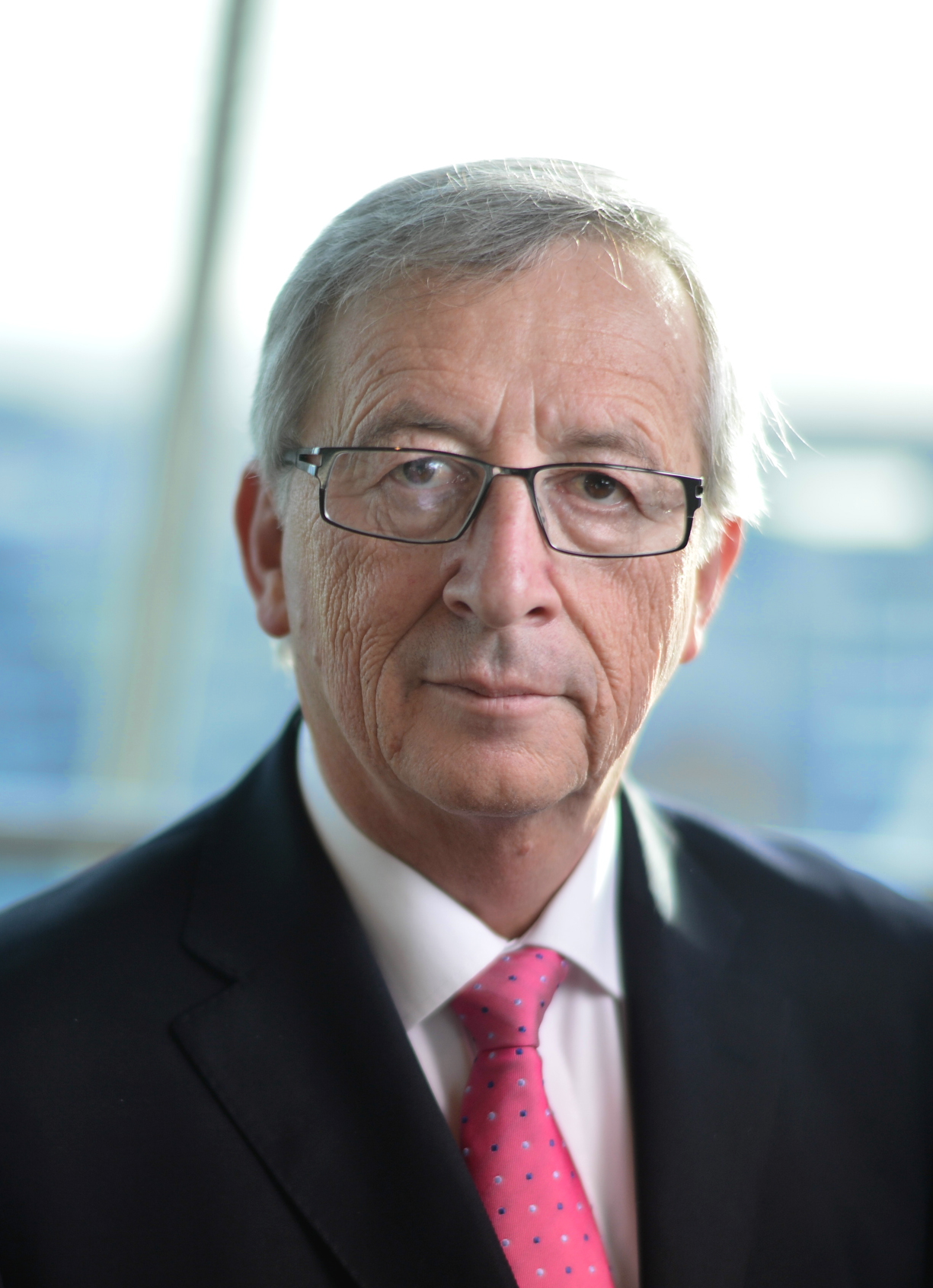
Președintele Jean-Claude Juncker (2014-2019)

Comisia Europeană a fost încă de la început concepută să acționeze ca o autoritate independentă supranațională separată de guvernele naționale. A fost descrisă ca fiind „singurul organism plătit să gândească european”. Membrii sunt propuși de guvernele statelor membre, unul din partea fiecăreia, totuși aceștia au obligația de a funcționa independent și neutru fără a fi influențați de guverne care îi numesc. Aceasta contrastează Consiliul European, care reprezintă guvernele, Parlamentul European, care reprezintă cetățenii și Comitetul Economic și Social, care reprezintă societatea civilă.
Conform art. 17 din Tratatului Uniunii Europene, Comisia are câteva atribuții: dezvoltarea de strategii pe termen mediu, conceperea de proiecte legislative și medierea procesului legislativ, reprezentarea UE în negocierile comerciale, emiterea de decizii și reglementări, de exemplu politica privind competiția, conceperea bugetului Uniunii Europene precum și supravegherea implementării tratatelor și legislației comunitare.

### Puteri executive
Înainte de intrarea în vigoare a Tratatului de la Lisabona, puterile executive ale Uniunii erau deținute de către Consiliul European care conferea Comisiei puterea de a exercita anumite atribuții. Totuși, Consiliului îi era teoretic permis să retragă atribuțiile și puterile acordate Comisiei, exercitându-le direct sau impunând condiții pentru ale acorda. Acest lucru a fost schimbat de Tratatul de la Lisabona, după care Comisia își exercită puterile doar în virtutea tratatelor. Puterile Comisiei sunt mai restrânse decât a celor pe care le au majoritatea executivelor naționale, în parte din cauza faptului că Comisia nu are atribuții în domenii precum relații externe, unde puterea este deținută de Consiliul European, care conform unor analize este considerat parte a puterii executive.
Având în vedere că sub Tratatul de la Lisabona, Consiliul European a devenit o instituție oficială cu puterea de a numi Comisia Europeană, se poate spune că cele două organisme dețin împreună puterea executivă a Uniunii (Consiliul European deține de asemenea puteri executive individuale la nivel național). Totuși, Comisia este cea care deține puterea executivă în Uniunea Europeană. Puterile guvernamentale ale Comisiei au fost de un asemenea fel încât fostul prim-ministru belgian, Guy Verhofstadt a propus schimbarea numelui în „Guvernul European”, afirmând că actualul nume al comisiei este „ridicol”.

### Inițiativă legislativă
Comisia Europeană diferă de celelalte instituții prin faptul că numai aceasta are inițiativă legislativă în Uniunea Europeană, ceea ce înseamnă că numai Comisia poate face propuneri oficiale de legislație. Puterea legislativă nu are drept la inițiativă legislativă. Sub Tratatul de la Lisabona nu este permis nici un act legislativ în domeniul politicii externe și de securitate comună. În alte domenii, totuși, Comisia și Parlamentul pot cere legislație  comunitară. În cele mai multe cazuri, Comisia inițiază bazele acelor propuneri, monopolul fiind proiectat pentru a asigura coordonarea și coerența legislației Uniunii. Acest monopol a fost contestat de unii care afirmă că Parlamentul ar trebui să aibă dreptul, la fel ca majoritatea parlamentelor naționale în acest domeniu. Totuși, Consiliul și Parlamentul pot solicita Comisiei proiecte legislative, dar Comisia are puterea de a refuza solicitările, așa cum a făcut în 2008 față de conveția transnațională colectivă. Sub Tratatul de la Lisabona, cetățenii UE au de asemenea posibilitatea să solicite Comisiei să legifereze un anumit domeniu printr-o petiție semnată de un milion de cetățeni, dar acest lucru nu este obligatoriu.
Puterea Comisiei de a propune legislație a fost în general centrată pe reglementări economice. Ea a prezentat un număr mare de reglementări bazate pe „principiul precauției”. Aceasta înseamnă că reglementarea dreptului de preemțiune are loc în cazul în care există un pericol credibil pentru mediu sau asupra sănătății umane, de exemplu combaterea schimbărilor climatice și limitarea organismelor modificate genetic. Acest lucru este spre deosebire de reglementările de ponderare pentru efectul lor asupra economiei. Astfel, Comisia propune adesea legislație mai strictă decât cea a multor țări. Având în vedere dimensiunea pieței europene acest lucru a făcut ca legislația UE să influențeze puternic piața mondială.
Comisia a început să creeze o legislație penală europeană. În 2006 o deversare de deșeuri toxice în largul coastei Coasta de Fildeș, de pe o navă europeană a determinat Comisia să analizeze legislația de combatere a deșeurilor toxice. Comisarul Franco Frattini și Stavros Dimas au prezentat ulterior ideea „infracțiunii ecologice”. Dreptul lor de a propune legislație penală a fost contestată la Curtea de Justiție a Uniunii Europene iar aceasta a admis contestația. Începând cu 2007, singurele propuneri de legislație penală a fost directiva pentru drepturile de proprietate intelectuală, precum și o modificare a deciziei cadru din 2002 contra terorismului, interzicerea incitării la activități de terorism, recrutarea (în special pe internet) și antrenarea.

### Aplicarea
O dată ce legislația este trecută de Consiliu și Parlament, devine o responsabilitate a Comisiei să asigure că ea este implementată și aplicată. Comisia făcea asta în primul rând prin intermediul statelor membre sau prin intermediul agențiilor sale. Pentru adoptarea măsurilor tehnice necesare, Comisia este asistată de comisii formate din reprezentații ai statelor membre și a lobby-urilor publice (un proces cunoscut cu jargonul „comintologie”). În plus, Comisia este responsabilă pentru punerea în aplicare a bugetului UE, asigurând, împreună cu Curtea de Conturi, că fondurile UE sunt cheltuite corect.
Comisia are datoria de a se asigura că tratatele sunt respectate și chiar de a obliga statele membre sau alte instituții să respecte legislatia și tratatele prin Curtea de Justiție a Uniunii Europene. În acest rol este cunoscută neoficial ca „gardian al tratatelor”.
Comisia are de asemenea atribuții pentru reprezentarea externă a Uniunii, alături de statele membre și de Politica Comună pentru Afaceri Externe și Politica de Securitate și Apărare Comună (PSAC), reprezentând Uniunea în organisme precum Organizația Mondială a Comerțului. Este de asemenea un obicei ca Președintele Comisiei să participe la reuniunile G8.

## Organizare

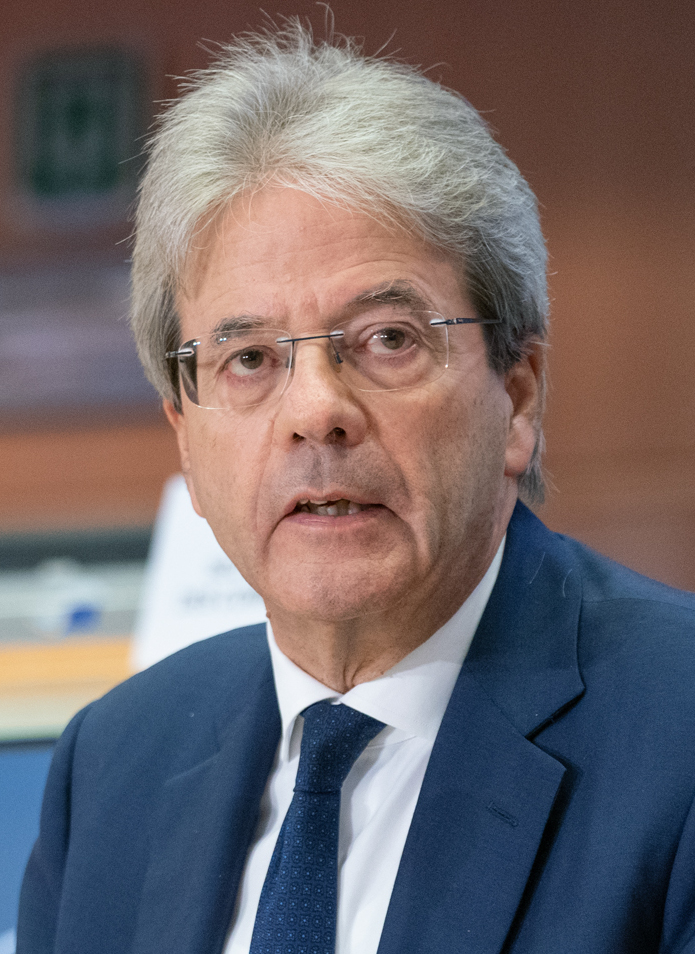
Paolo Gentiloni este în prezent Comisar pentru Economie

Comisia își are sediul principal la Bruxelles, unde se află biroul președintelui și sala de sedințe a Comisiei care se află la etajul 13 al Clădirii Berlaymont. De asemenea, Comisia își desfășoară activitatea în numeroase alte clădiri din Bruxelles și Luxembourg. Atunci când Parlamentul European se întrunește în Strasbourg, comisarii se întâlnesc de asemenea acolo, în Clădirea Winston Churchill pentru a avea posibilitatea de a participa la dezbaterile Parlamentului. Comisia Europeană este împărțită în departamente cunoscute sub numele de Direcții Generale (DG) care pot fi asemănate ministerelor din statele membre. Fiecare dinte acestea acoperă domenii specifice, cum ar fi agricultura sau justiția și drepturile cetățenilor sau a serviciilor interne, cum ar fi resursele umane și traducere și sunt conduse de Directori Generali, care răspund în fața unui comisar. Portofoliul de comisar poate fi susținut de către mai multe Direcții Generale, ele pregătind propuneri legislative și directive care sunt aprobate de majoritatea comisarilor și sunt transmise către Parlamentul European și către Consiliul Uniunii Europene pentru examinare. Au existat critici că fragmentarea structurii Directoratului General duce la pierderi financiare considerabile. În plus, direcțiile generale pot exercita un control considerabil asupra unui comisar astfel încât comisarul să aiba cât mai puțin timp să învețe și să preia controlul asupra personalului lor.
În conformitate cu datele publicate de Comisie, 23.043 de persoane au fost angajate de Comisie ca oficiali sau agenți temporari în aprilie 2007. În plus față de aceștia, au fost angajati ca personal externalizat 9019 persoane (de exemplu, agenți contractuali, experți nationali detașați, experti tineri, stagiari, etc).
Cea mai mare direcție generală este Direcția Generală pentru Traduceri, cu un personal de 2186 , cei mai mulți fiind de naționalitate belgiană (21,4%), probabil pentru că majoritatea activităților au loc la Bruxelles.

## Cadrul legal
Conf. disp. art. 211 pp din Tratatul CE și art. 124 pp EURATOM Comisia este un organ comunitar. În viitoarea Constituție Europeană cadrul legal al Comisiei este reglementat de art. 25, III-250 din proiectul de constituție.
Comisia nu a avut până acum mari competențe în domeniul Colaborării polițienești și justițiare în domeniul penal, precum și în cel al Politicii externe și de securitate comune a UE (deci în sfera definită de cel de-al II-lea și al III-lea pilon).  Acest lucru se poate însă schimba odată cu noua constituție elaborată de Conventul European, cu condiția ca aceasta să fie ratificată de toate cele 27 de state membre și deci să intre în vigoare.

## Viitorul Comisiei
Tratatul privind noua constituție a Europei prevede la art. I-26 alin. 5 și 6 reducerea pe termen lung a numărului membrilor comisiei la 2/3 din numărul statelor membre.
Numai prima comisie, numită la intrarea în vigoare a constituției va mai fi alcătuită din câte un cetățean al fiecărui stat membru. După acest prim mandat comisia – inclusiv președintele și ministrul de externe al UE – va fi compusă dintr-un număr de membri egal cu două treimi din numărul statelor membre, cu excepția cazului în care Consiliul European nu va hotărî cu unanimitate de voturi modificarea acestui număr.
Reducerea numărului de membri ai comisiei are ca scop creșterea eficienței activității acesteia, resp. a capacității de acțiune a comisiei într-o UE lărgită. Principiul rotației posturilor, conform căruia membrii comisiei micșorate vor fi aleși din rândul statelor membre, este prevăzut și în proiectul de constituție.
Conform Tratatului Constituțional președintele comisiei va fi ales de parlament, la propunerea Consiliului de Miniștri, lucru care va contribui la creșterea legitimității democratice a comisiei și va întări în general poziția președintelui față de Consiliul European și Consiliul de Miniștri.

## Membrii Comisiei
Comisia actuală a fost aleasă de Parlamentul European pe 27 noiembrie 2019.

Vezi și
- Consiliul European
- Comunitatea Europeană
- Comisia Santer
- Comisia Prodi
- Comisia Barroso
- Comisia Juncker